# Hradiště Obersko
Hradiště Obersko je výšinné opevněné sídliště, které bylo postaveno na protáhlém kopci Obersko (362 m n. m.) nad údolím říčky Třebůvky v katastrálním území Lechovice u Pavlova obce Pavlov v okrese Šumperk. Archeologická lokalita je chráněnou kulturní památkou ČR.

## Historie
Hradiště bylo založeno lidem lužické kultury v době pozdní doby bronzové (kolem 1. tisíciletí př. n. l.) a existovalo do doby halštatské. Objeveno bylo ve druhé polovině 19. století. Poprvé bylo publikováno v roce 1885 J. Havelkou. V roce 1929 lokalitu hradiště zkoumal archeolog amatér H. Morawek, který provedl první archeologický výzkum. Další výzkum proběhl v roce 1987 a na počátku 21. století byl proveden detektorový průzkum.
Hradiště bylo postaveno k obraně přístupových cest k sídlům v údolí říčních toků. Při archeologických průzkumech bylo nalezeno mnoho nálezů, mimo jiné kostěné nástroje, zbytky keramiky, šperky a také soubor 26 bronzových ozdob, které jsou uloženy v Muzeu Mohelnice. Při detektorovém průzkumu pak bylo objeveno osídlení severozápadně a jihozápadně od opevněného areálu. Do státního seznamu kulturních památek bylo hradiště Obersko zapsáno 17. dubna 1974. Areál je ohrožován amatérskými nepovolenými výkopy.

## Popis
Hradiště se nachází na vrcholu nad soutokem řek Třebůvky a Radničky v Zábřežské vrchovině. Má oválný půdorys s patrnými pozůstatky opevnění a rozkládá se na ploše 2,3 ha s délkou kolem 340 m a šířkou cca 80 m. Nejzachovalejší pozůstatky obranného valu a příkopu jsou na severní a severozápadní straně, kde val dosahuje výšky čtyři až pět metrů a příkop je až jeden metr hluboký. Pravděpodobný vstup do hradiště byl na západní straně, kde je val přerušený a mírně dovnitř prohnutý. Doklad o předpokládaném zániku požárem poskytují nálezy na povrchu valů, kde je výskyt až struskovitě přepálených kamenů. Lokalita hradiště je zalesněná smíšeným lesním porostem.

## Přístup
Na hradiště vede zeleně značená naučná stezka Lišky Bystroušky. Také je možné z osady Markrabka jít směrem na Jeřmaň a asi po tři sta metrech odbočit na lesní cestu. Kolem kopce vedou cyklistické stezky číslo 6206 a 6036 z jejichž rozcestí lze po lesní cestě dojít na hradiště.